# Ceków Kolonia (gromada)
Ceków Kolonia (w latach 1960. Ceków-Kolonia) – dawna gromada, czyli najmniejsza jednostka podziału terytorialnego Polskiej Rzeczypospolitej Ludowej w latach 1954–1972.
Gromady, z gromadzkimi radami narodowymi (GRN) jako organami władzy najniższego stopnia na wsi, funkcjonowały od reformy reorganizującej administrację wiejską przeprowadzonej jesienią 1954 do momentu ich zniesienia z dniem 1 stycznia 1973, tym samym wypierając organizację gminną w latach 1954–1972.
Gromadę Ceków Kolonia z siedzibą GRN w Cekowie Kolonii (obecna pisownia Ceków-Kolonia) utworzono – jako jedną z 8759 gromad na obszarze Polski – w powiecie kaliskim w woj. poznańskim, na mocy uchwały nr 22/54 WRN w Poznaniu z dnia 5 października 1954. W skład jednostki weszły obszary dotychczasowych gromad Ceków Kolonia, Ceków, Gostynie, Kosmów, Kosmów Kolonia, Plewnia, Plewnia Nowa, Prażuchy Stare, Prażuchy Nowe i Kuźnica (bez miejscowości Tulka Kolonia z kompleksem lasów i bez południowej części wsi Kuźnica z trzynastoma gospodarstwami położonymi nad granicą gminy Strzałków) ze zniesionej gminy Ceków, a także obszar dotychczasowej gromady Szadykierz ze zniesionej gminy Kamień – w tymże powiecie. Dla gromady ustalono 23 członków gromadzkiej rady narodowej.
1 stycznia 1960 do gromady Ceków Kolonia włączono obszar zniesionej gromady Przespolew Kościelny w tymże powiecie.
31 grudnia 1961 z gromady Ceków-Kolonia wyłączono miejscowości Czerkucin, Nowe Poroże, Stare Poroże i Zimna Woda, włączając je do gromady Malanów w powiecie tureckim w tymże województwie.
Gromada przetrwała do końca 1972 roku, czyli do kolejnej reformy gminnej. 1 stycznia 1973 w powiecie kaliskim utworzono gminę Ceków-Kolonia.